# 2010 EU65
2010 EU65, es un cuerpo menor clasificado como centauro, por el centro de planetas menores en su descubrimiento.

## Descubrimiento
Fue descubierto el 13 de marzo de 2010, por David L. Rabinowitz y S. Tourtellotte, en Chile, desde el observatorio de La Silla.

## Órbita
Sigue una órbita de baja excentricidad (0.060) con un semieje mayor de 19.30 ua. Este objeto tiene una inclinación orbital moderada (14.8º). Desafortunadamente, su órbita no está bien determinada, ya que está basada en 26 observaciones con un lapso de datos de arco de 85 días.

## Propiedades físicas
Es un cuerpo menor de tamaño medio, con una magnitud absoluta de 9.1, lo que da un diámetro característico de 28–90 km, para un asumido albedo dentro del rango 0.5-0.05.